# Ariovist
Ariovist (latinsko Ariovistus, sredina 1. stoletja pr. n. št.) je bil poglavar Svebov in sorodnih germanskih plemen. On in njegovi privrženci so prišli v antično Galijo, da bi pomagali Arvernom in Sekvanom v njihovi vojni proti Eduom. Po zmagi so se naselili na območju današnje Alzacije. Leta 58 pr. n. št. jih je v bitki pri Vogezih (58 pr. n. št.) premagala rimska vojska pod poveljstvom Cezarja in jih pregnala čez Ren.